# Pleurotroppopsis femorata
Pleurotroppopsis femorata is een vliesvleugelig insect uit de familie Eulophidae. De wetenschappelijke naam is voor het eerst geldig gepubliceerd in 1988 door Surekha & Narendran.